# David Musuľbes
David Musuľbes (n. 28 mai 1972, Ordjonikidze, RSFS Rusă, URSS) este un luptător ce a reprezentat Rusia, medaliat olimpic. A participat la 2 ediții ale Jocurilor Olimpice (2000, 2008) în care a câștigat o medalie de aur și o medalie de bronz.